# 蕨藓属
蕨藓属（学名：Pterobryon）为蕨藓科的一个属。

## 物种
本属包括以下物种：
- 树形蕨藓 Pterobryon arbuscula
- 大蕨藓 Pterobryon subarbuscula